# Stibaroptera nitidifolia
Stibaroptera nitidifolia är en insektsart som först beskrevs av Wilhem de Haan 1842.  Stibaroptera nitidifolia ingår i släktet Stibaroptera och familjen vårtbitare. Inga underarter finns listade i Catalogue of Life.